# Скјуесов број
У теорији бројева, Скјузов број (енгл. Skewes' number) означава било који од неколико екстремно великих бројева које је употребио јужноафрички математичар Стенли Скјуз као горњу границу за најмањи природан број x за који је
,
где је π(x) функција која пребројава све просте бројеве мање од датог броја x, а li(x) је логаритамска интегрална функција.
Бројеви које је открио Скјуз данас имају само историјски значај, пошто су, захваљујући рачунарским израчунавањима, добијене много прецизније процене које су представљене мањим бројевима. Према резултатима из 2007. године, најмањи x који задовољава постављене услове је близак 1,397 × 10316.